# Final Wars!/もう一度ここから始めよう
「Final Wars!/もう一度ここから始めよう」（ファイナル ウォーズ!/もういちどここからはじめよう）は、2013年2月20日に発売されたTHE ALFEE62枚目のシングル。

## 概要
EXPRESS Virgin Musicから発表した最後のシングル。
両A面シングルは「桜の実の熟する時/風の詩」以来5作振り。
「Final Wars!」はテレビ東京系の特撮テレビ番組『ウルトラマン列伝』主題歌。
「もう一度ここから始めよう」は2013年『大阪国際女子マラソン』イメージソング。マラソンのイメージソングがシングルタイトル曲となるのは5回目。
前作に引き続き、本作もジャケット写真とボーナストラックの異なる3種類で発売。2012年12月24日日本武道館でのライヴ・ヴァージョンが収録。
本作発売翌日2月21日、『笑っていいとも!』（フジテレビ系）のテレフォンショッキングに3人揃って出演。なかなか呼ばれる機会に恵まれなかった桜井賢が最初で最後の同コーナー出演を果たした。

## 収録曲
TOCT-45064
1. Final Wars!
作詞・作曲：高見沢俊彦/編曲：高見沢俊彦 with 本田優一郎
2. もう一度ここから始めよう
作詞・作曲：高見沢俊彦/編曲：高見沢俊彦 with 鎌田雅人
3. My Truth (Live at Budokan Dec. 24, 2012)
作詞・作曲：高見沢俊彦/編曲：THE ALFEE with 井上鑑
4. Final Wars! (Original Instrumental)
5. もう一度ここから始めよう (Original Instrumental)

TOCT-45065
1. もう一度ここから始めよう
2. Final Wars!
3. A Last Song (Live at Budokan Dec. 24, 2012)
作詞・作曲：高見沢俊彦/編曲：THE ALFEE
4. もう一度ここから始めよう (Original Instrumental)
5. Final Wars! (Original Instrumental)

TOCT-45066
1. Final Wars!
2. もう一度ここから始めよう
3. 鋼鉄の巨人 (Live at Budokan Dec. 24, 2012)
作詞・作曲：高見沢俊彦/編曲：THE ALFEE
4. Final Wars! (Original Instrumental)
5. もう一度ここから始めよう (Original Instrumental)

## 収録アルバム
| 曲名                     | アルバム      | 発売日         | Track No. | 備考                                                   |
| ------------------------ | ------------- | -------------- | --------- | ------------------------------------------------------ |
| もう一度ここから始めよう | 『Last Run!』 | 2018年12月19日 | Disc1-6   | 大阪国際女子マラソンイメージソングコンプリートアルバム |